# Mănăstirea Locuri Rele
Mănăstirea Locuri Rele este o mănăstire ortodoxă din România situată în comuna Schela, județul Gorj.